# Georges Friedmann
Georges Philippe Friedmann (París, 13 de mayo de  1902-id. 15 de noviembre de 1977), fue un sociólogo francés, fue uno de los fundadores de la sociología del trabajo contemporánea tras la Segunda Guerra Mundial. En 1921, después de estudiar química industrial, estuvo como profesor en París. Durante la guerra, fue un intelectual marxista cercano al partido comunista. Friedmann dedicó la mayoría de su trabajo a estudiar las relaciones entre el hombre y la máquina en las sociedades industriales en la primera mitad del siglo XX.

## Sociólogo, Iniciador, Mediador
El trabajo de Friedmann, generalmente se redujo a ser presentado como sociología del trabajo
En 1931, estudió los problemas entre trabajo y técnica.
En 1946, su tesis Problemas humanos del maquinismo industrial, introdujo la nueva sociología del trabajo en Francia. En este punto, la sociología ya se había hecho conocida, y era resconocida en Francia por Friedmann, y del otro lado del océano por sus colegas Norteamericanos. Sin embargo, el trabajo de Friedmann excedió esta identidad única de sociología de trabajo a lo largo del camino.
En 1960 exploró un campo diferente de cultura técnica: Comunicaciones y cultura masiva.
El fuerte de Friedmann como organizador e iniciador de investigaciones se vio en el período en el cual fue el director del Centro para Estudios Sociológicos.

## El Intelectual y las armas
Durante el ascenso del fascismo en 1930, Georges Friedmann, como otros individuos de su época, se comenzó a preguntar acerca de la experiencia Soviética. Aprendió a hablar en ruso en el Instituto de Lenguajes Orientales, y entre 1932 y 1936 realizó muchos viajes hacia la Unión Soviética. De estos viajes realizó dos trabajos, en los cuales expresó su apoyo al régimen moscovita de aquella época.
Con la declaración de guerra, y la posterior firma del pacto Soviético-Alemán, Friedmann, junto con Jean Cassou, se enroló en la resistencia, transformándose en un hombre de acciones. En 1987, seis años después de su muerte, fue publicado el Jornal de guerra de Friedmann, contando acerca de sus experiencias como miembro de la resistencia.
Después de la segunda guerra, junto con otros viajantes como Vercors, Jean Cassou, y  André Chamson, juntaron las historias de varios viajeros más simpatizantes de la Unión Soviética. Estas historias, escritas en 1946 bajo el nombre de La hora de la elección fue publicado en 1947. Este libro puede sumarizarse brevemente bajo la oración: "La unión Soviética fue un ejemplo, no un modelo."

## Filosofía
Georges Friedmann, a lo largo de su vida, siempre se preocupó de mantener los lazos entre la sociología y la filosofía metafísica occidental. Como gran lector de Leibniz y Spinoza, Friedmann escribió sus reflexiones morales y filosóficas acerca del futuro de una civilización técnica en Poder y sabiduría, publicado en 1970.
- Datos: Q713330